# Tyler Riggs
Tyler Riggs (Tampa, 1986) è un modello statunitense.

## Carriera
La carriera di Riggs nel mondo della moda inizia nel 2007, grazie ad un contratto con l'agenzia di moda Red Model Management di New York, che era casualmente venuta in possesso di alcune fotografie di Riggs. Pochissimo tempo dopo il modello viene notato dal sito "models.com" che lo nomina anche "modello della settimana". Grazie a questa pubblicità Riggs è comparso su riviste come V Man (fotografato da Steven Meisel insieme con Anna Jagodzińska e Daul Kim), Another Man, Details, i-D e Numéro, oltre che nel blog del New York Times.
Tyler Riggs ha inoltre lavorato per Neil Barrett, Alessandro Dell'Acqua, Gucci, Costume National, Alexander McQueen, Kenzo, Marni, Moschino, Louis Vuitton, Givenchy, Hermès, e Diesel. Nel 2008 è inoltre stato testimonial per D&G, fotografato da Mario Testino, e di Topman, insieme a Kate Moss.
Nel giugno 2009 la rivista Forbes l'ha posizionato alla settima posizione nella classifica dei modelli di maggior successo dell'anno.

## Agenzie
- Red Model Management - New York
- Success Models - Parigi
- Fashion Models - Milano